# Dusun Baru (Air Hitam)
Dusun Baru is een bestuurslaag in het regentschap Sarolangun van de provincie Jambi, Indonesië. Dusun Baru telt 2479 inwoners (volkstelling 2010).